# Noble (automerk)

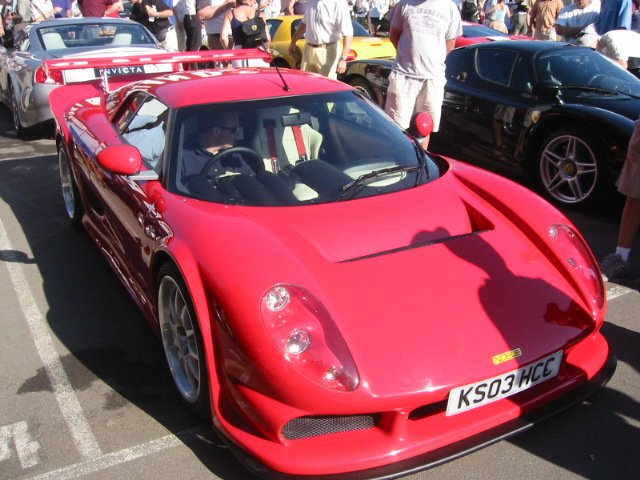
Noble M12 GTO-3R

Noble is een Brits automerk. Het moet niet verward worden met de Nobel, een dwergauto geproduceerd in Groot-Brittannië rond 1960.
Noble, opgericht door Lee Noble, presenteerde in 1999 zijn eerste auto, de M10, een door een ongeblazen 2,5 liter-motor aangedreven sportwagen. De auto werd opgevolgd door de M12 met een 3 liter-V6-Ford-motor. Deze V6 kwam uit de Mondeo, en door de toepassing van twee turbo's levert deze in de M12 GTO-3 een vermogen van 340 pk. In 2006 presenteerde het merk de M15, een auto die moet gaan concurreren met merken als Porsche en Ferrari. Volgens Top Gear Magazine is de auto in staat te concurreren met deze wagens.

## Modellen
- M10
- M12
- M12 GTO
- M12 GTO-3
- M12 GTO-3R
- M12 GTC
- M400
- M14
- M15
- M600